# Shorea leprosula
Shorea leprosula är en tvåhjärtbladig växtart som beskrevs av Friedrich Anton Wilhelm Miquel. Shorea leprosula ingår i släktet Shorea och familjen Dipterocarpaceae. Inga underarter finns listade i Catalogue of Life.

## Bildgalleri

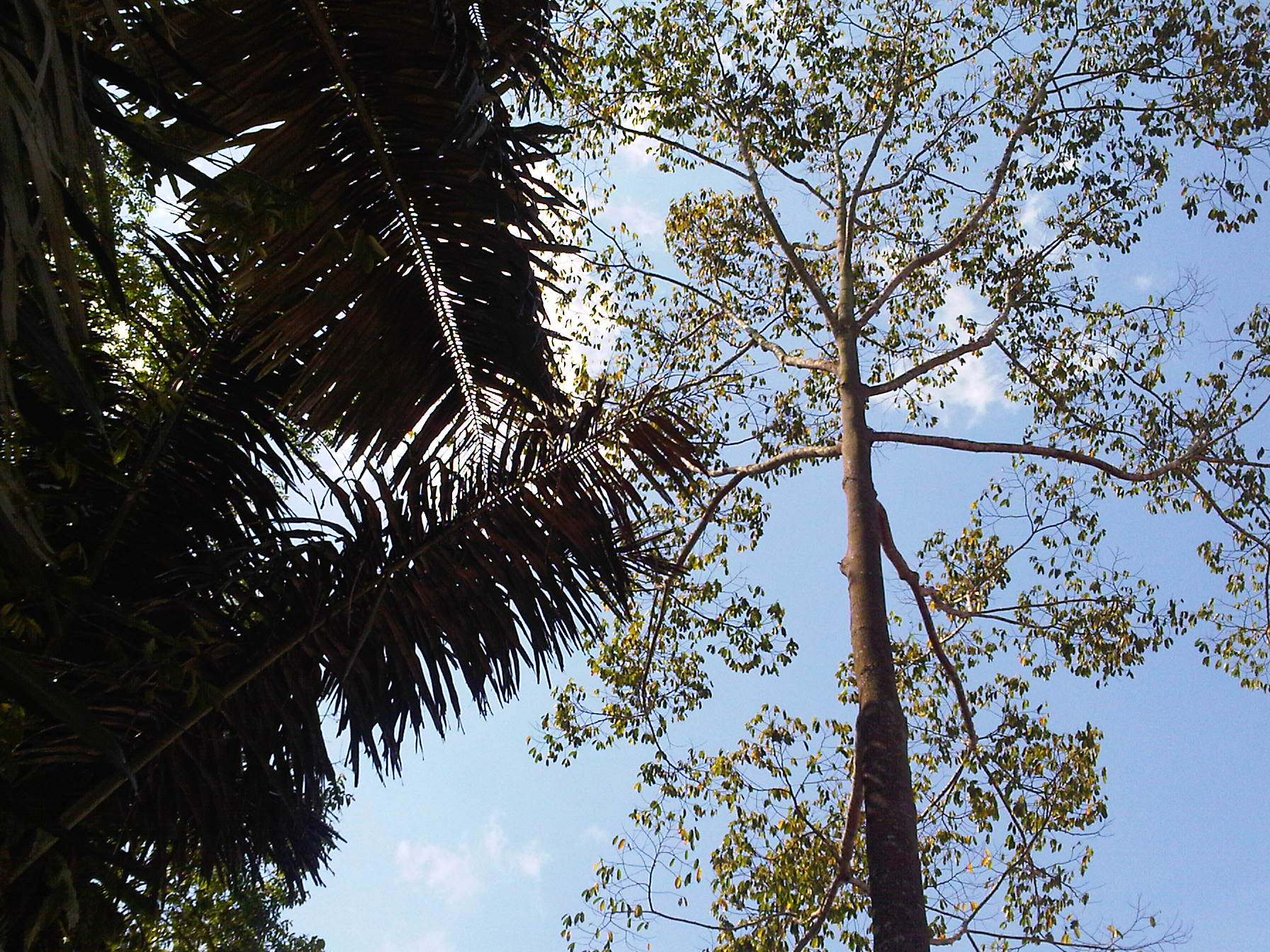
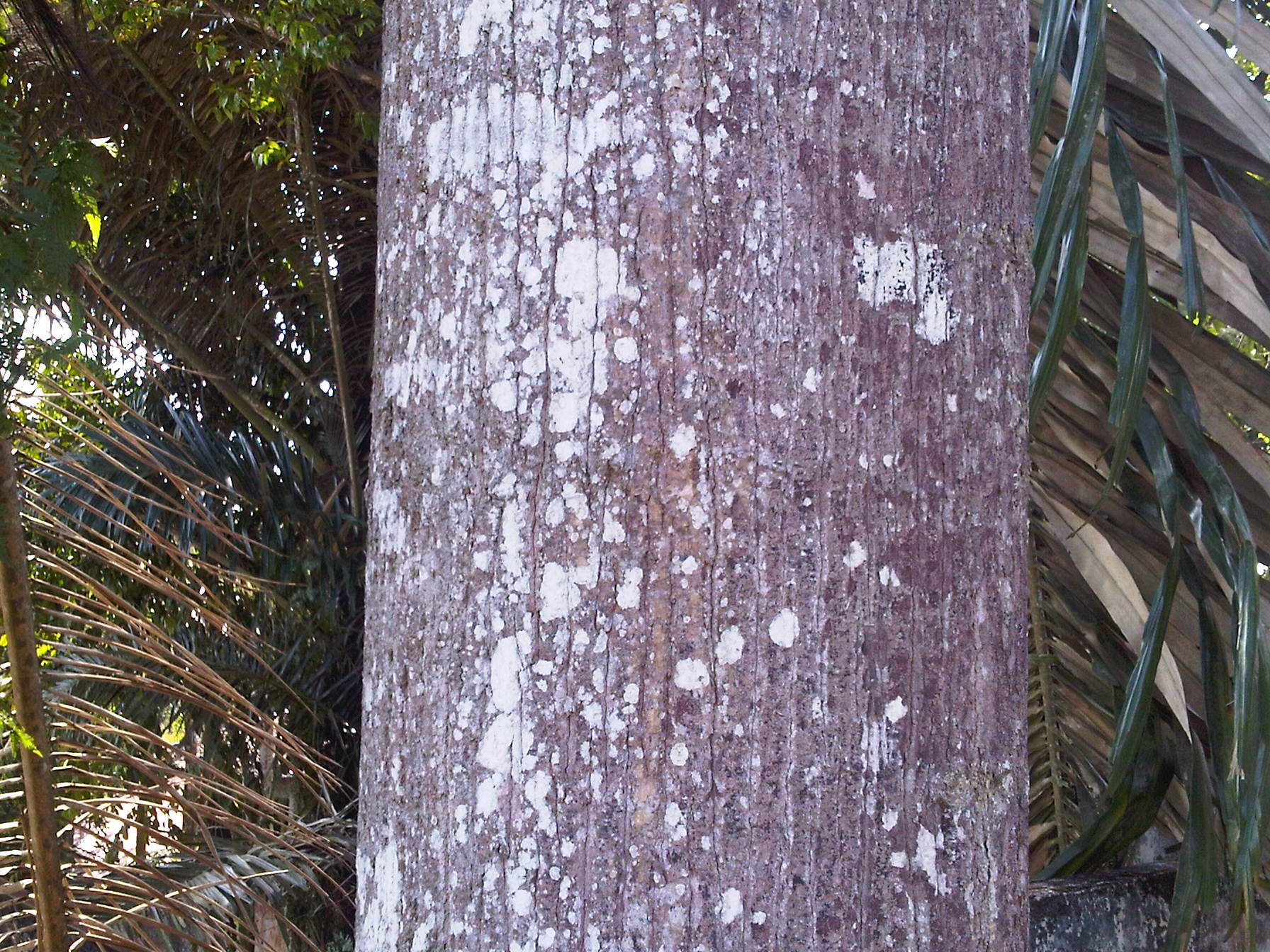
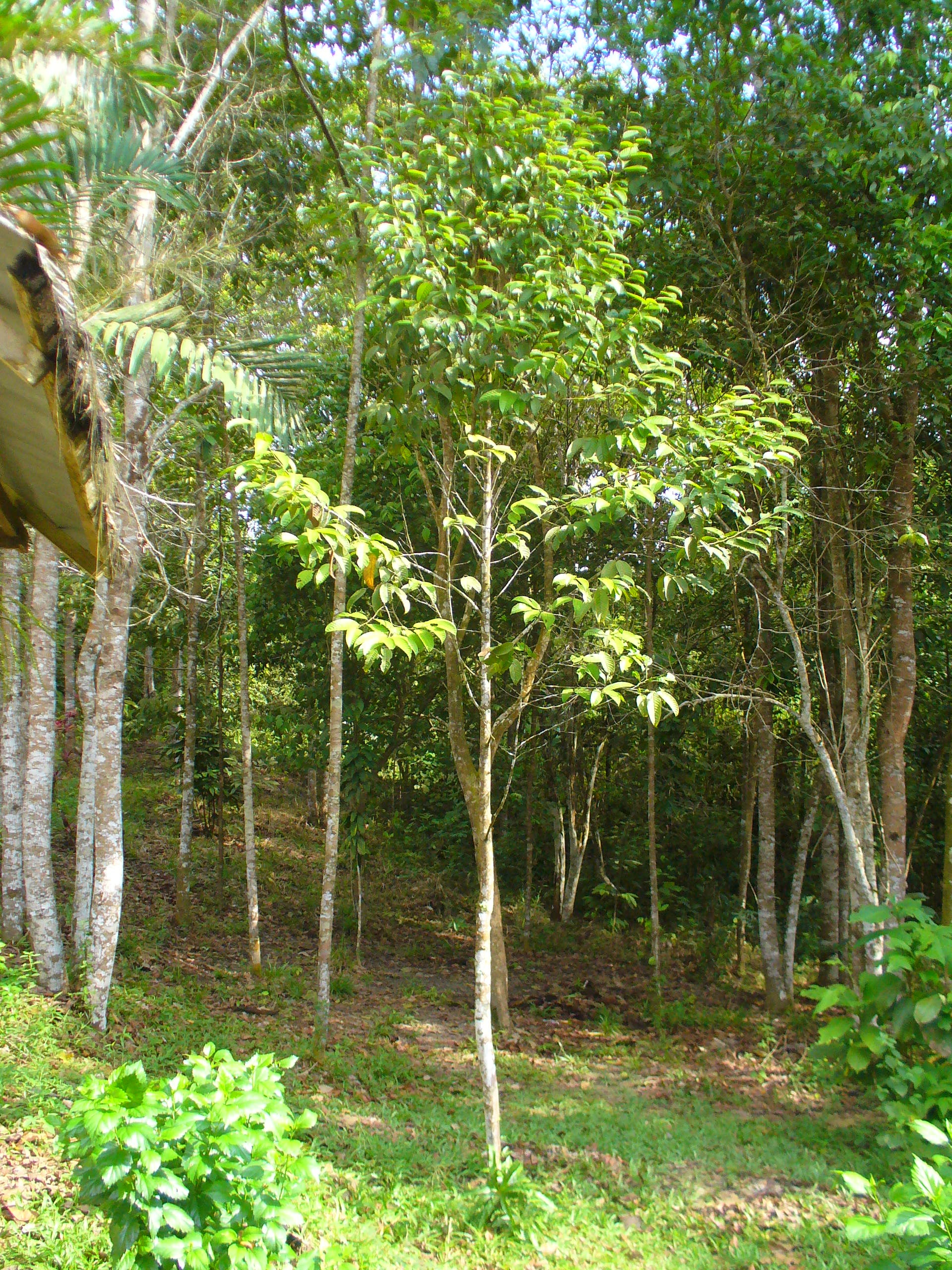
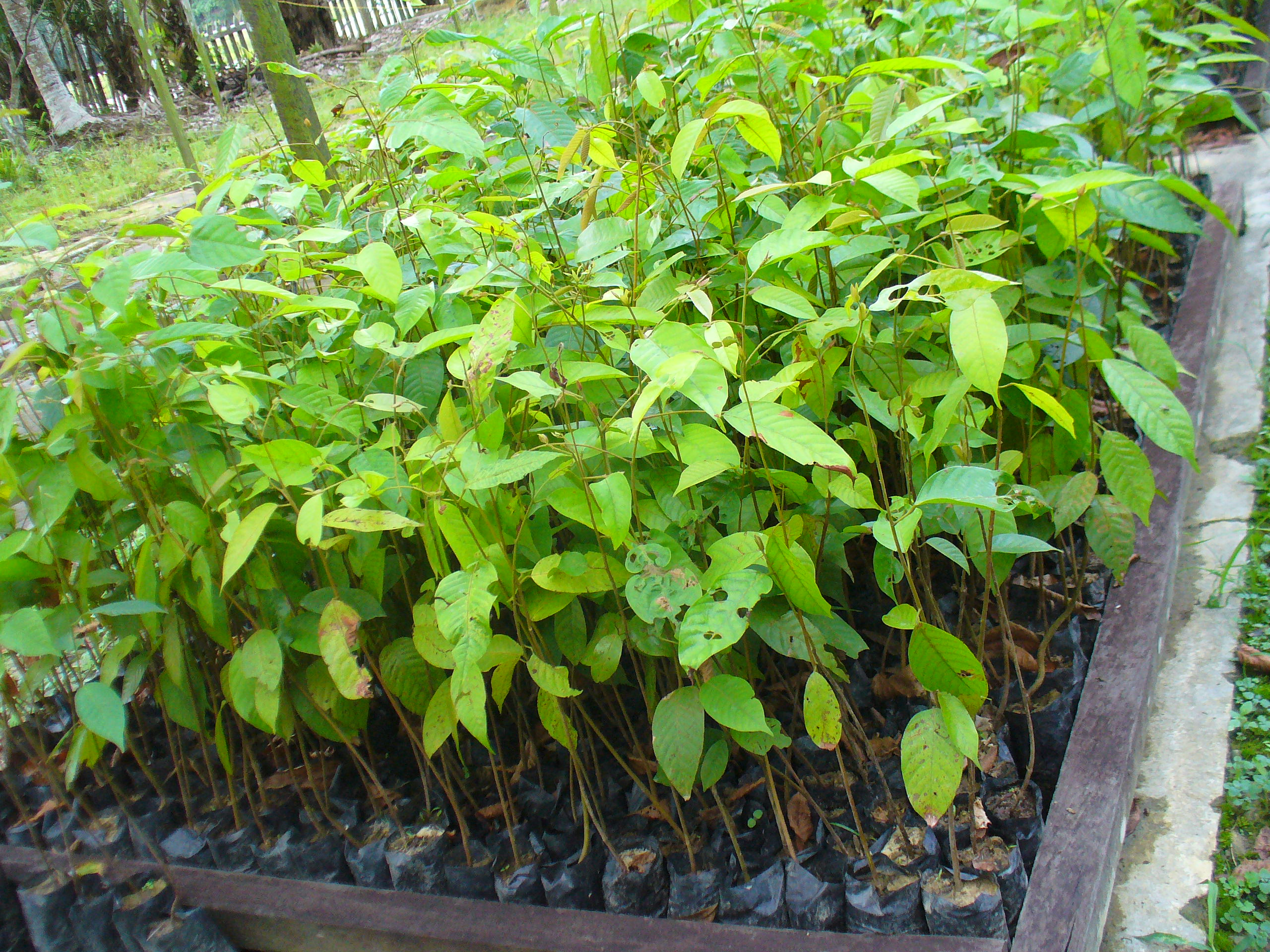
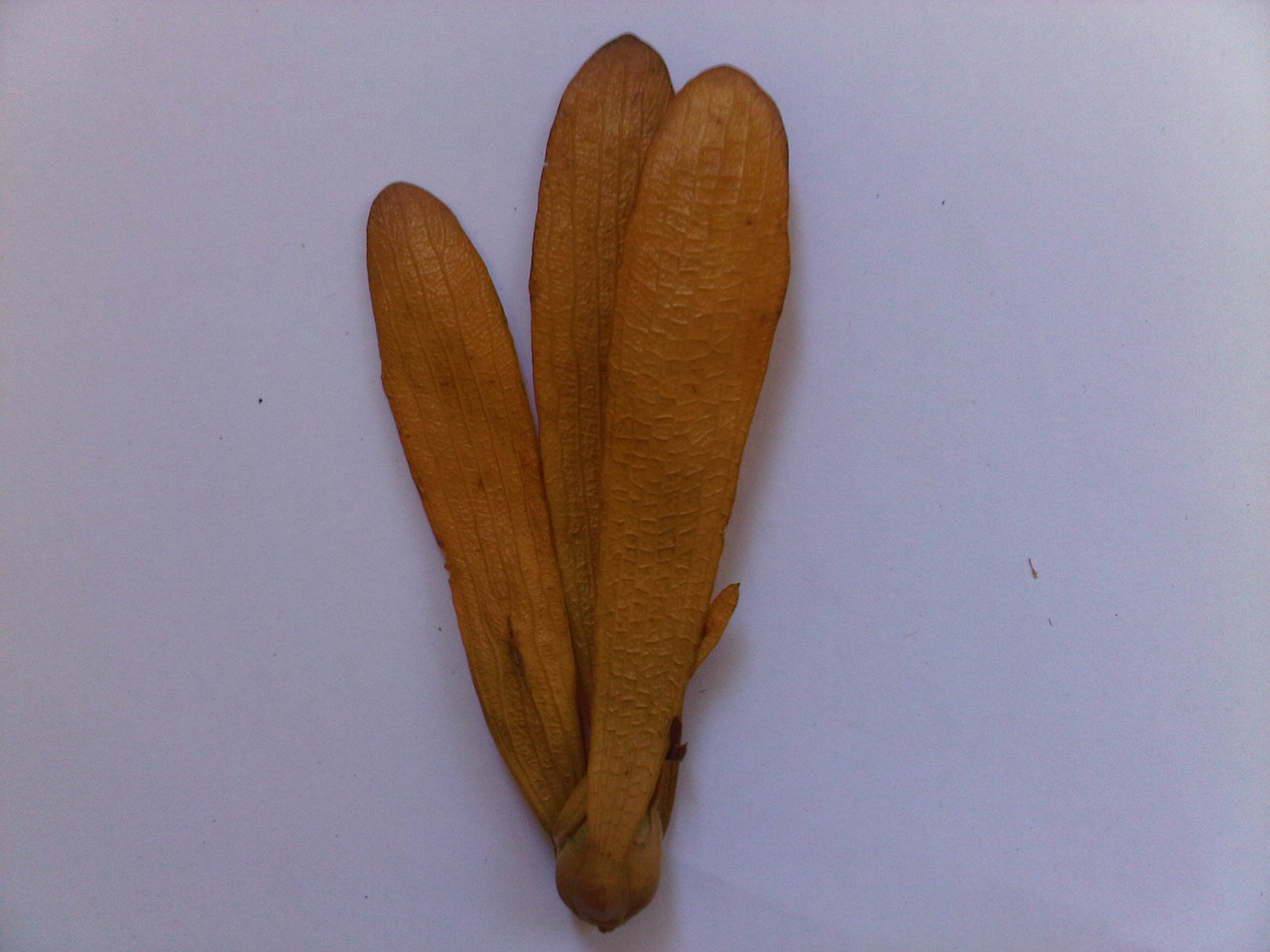
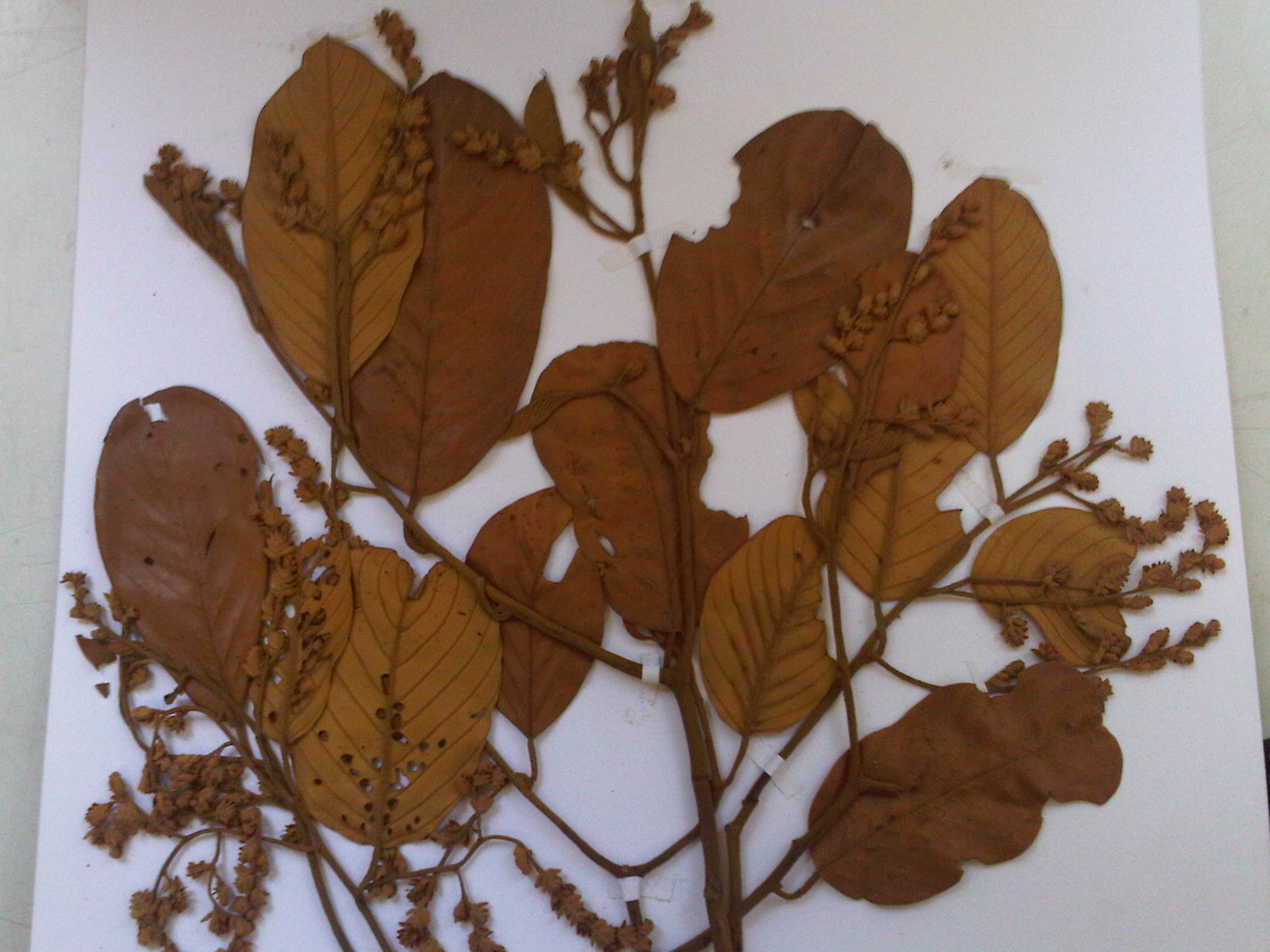